# 天神橋 (大阪市)
天神橋（てんじんばし）は、大阪府大阪市の大川に架けられた橋。また同市北区の町名。現行行政地名は天神橋一丁目から天神橋八丁目。

## 天神橋（橋梁）
天神橋（てんじんばし）は、大川に架かる天神橋筋（大阪市道天神橋天王寺線）の橋で、大阪市北区天神橋1丁目と大阪市中央区北浜東を結ぶ。中之島の拡張（後述）により、実質的には堂島川と土佐堀川の2つの川を渡る。車道は全線南行き一方通行となる。
1594年（文禄3年）の架橋とされ、当初は大阪天満宮が管理していたが、1634年（寛永11年）に他の主要橋とともに幕府が管理する公儀橋となった。難波橋、天満橋と共に浪華三大橋と称され、真ん中に位置する。
浪華三大橋の中で全長が最も長い。また、1832年（天保3年）の天神祭において、橋上からだんじりが大川へ転落して溺死者13名を出す事故があり、「天神橋長いな、落ちたらこわいな」と童歌に歌われた。
明治初期までは木橋だったが、1885年（明治18年）の淀川大洪水により流失。1888年（明治21年）にドイツ製の部材を主に用い鋼製のトラス橋として架け替えられた。先述の童歌からもわかるように、天神橋の下に陸地はなかったが、1915年（大正4年）の淀川低水工事で出た土砂で中之島公園を上流側へ拡張する埋立工事が行われ、大正中期以降に中之島を跨ぐようになった。1934年（昭和9年）には松屋町筋の拡幅に合わせて、ほぼ現在の形である全長219.7メートルの3連アーチ橋となった。鉄橋の橋名飾板は、現在天神橋北詰に保存されている。2000年に「大川・中之島の橋梁群」の1つとして「土木学会選奨土木遺産」に選ばれる。 
天神橋南詰には、天神橋交差点があり、ここより北を天神橋筋、南を松屋町筋という。大阪シティバスの天神橋停留所もここにある。

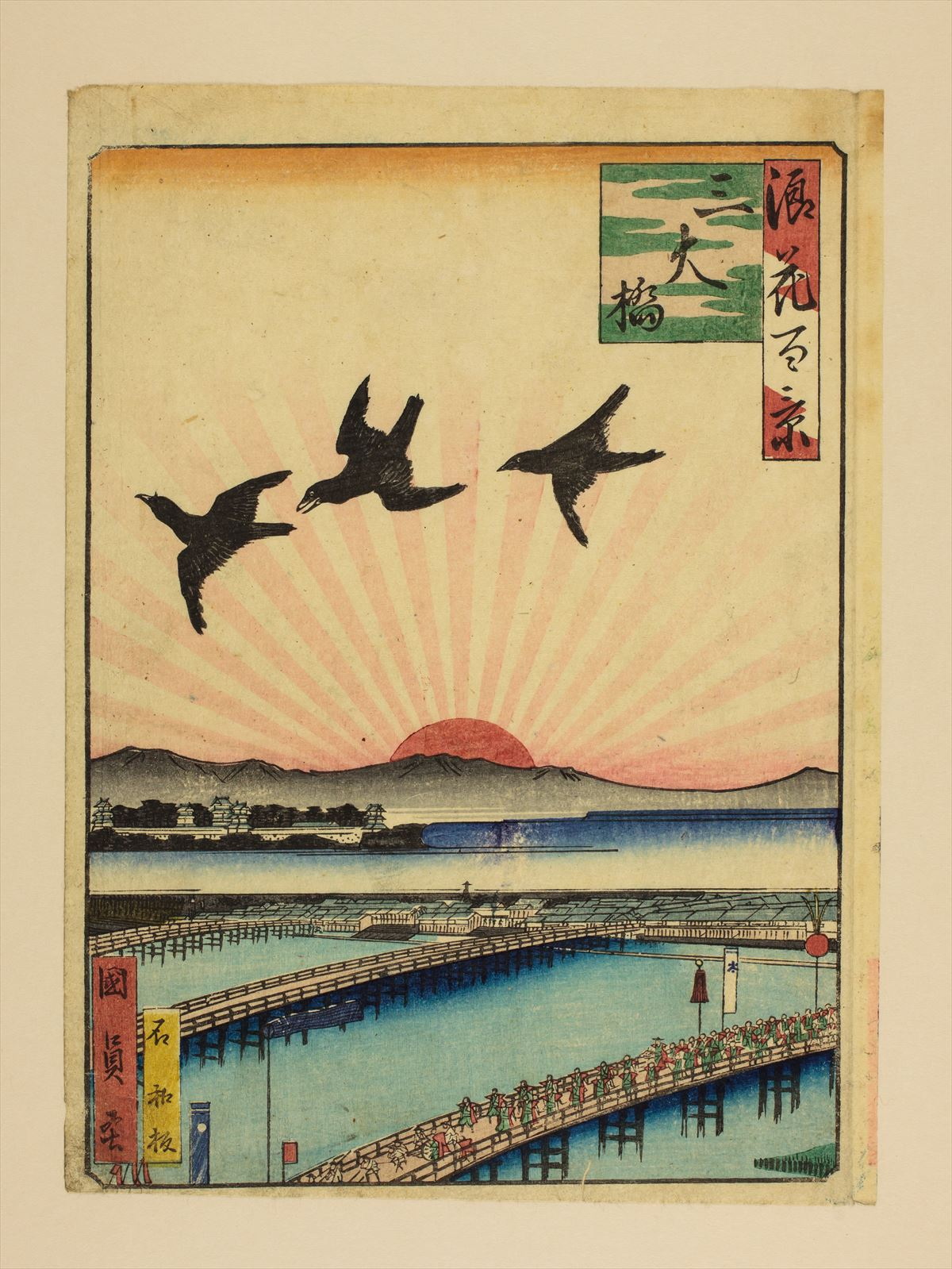
江戸時代（1800年代）の三大橋（内一つが天神橋）
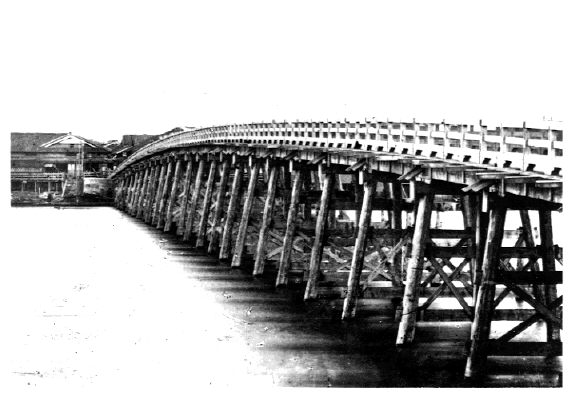
明治初期の天神橋
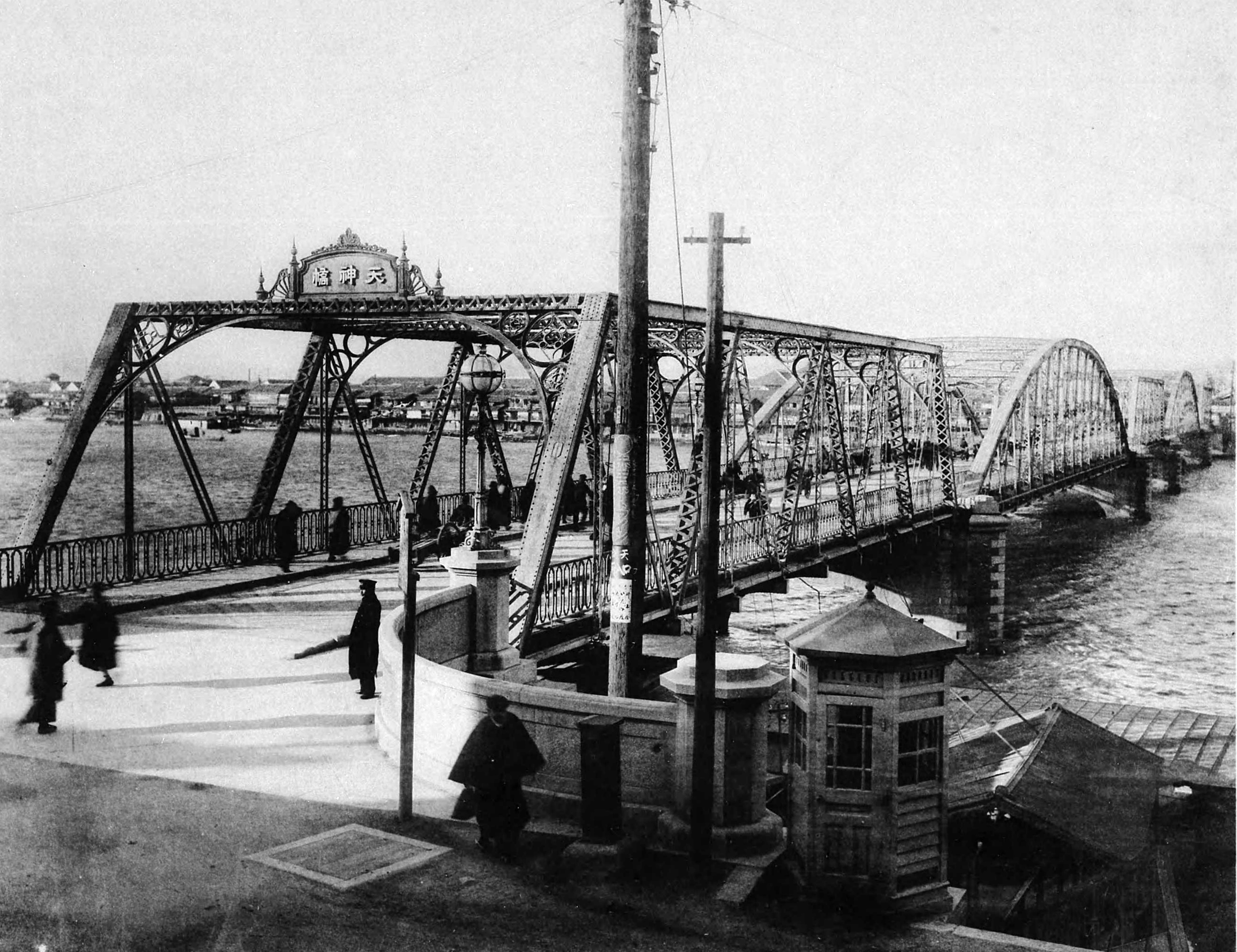
1910年頃の天神橋

## 天神橋（町名）
天神橋は大阪府大阪市北区の町名。郵便番号は〒530-0041（天神橋1丁目から6丁目）及び〒531-0041（天神橋丁目から8丁目）。

### 地理
南は天神橋北詰から北は長柄橋南詰まで天神橋筋に沿った南北約3kmの細長い町で、日本一長い商店街として知られる天神橋筋商店街がある。
南から北へ順に1丁目から8丁目まであり、ターミナルとして発展した6丁目は特に天六（てんろく）と通称される。なお、天六と同様の通称を他の丁目も商店街などが使用しているが、あまり浸透していない。
- 河川：旧淀川（大川）

### 町名の変遷
- 1872年（明治5年） 大阪北大組（のちの北区）天満10丁目・摂津国町・夫婦町・池田町の全域および宮之前町・天神筋町・又次郎町・綿屋町の各一部が天神橋筋1 - 4丁目となる。
- 1900年（明治33年） 北区西成川崎の一部が天神橋筋5 - 6丁目となる。
- 1927年（昭和2年） 東淀川区川崎町・本庄町・北長柄町の各一部が天神橋筋7 - 9丁目となる。
- 1943年（昭和18年） 北区天神橋筋6丁目の都島通以北および東淀川区天神橋筋7 - 9丁目が大淀区へ転属となり、大淀区天神橋筋6 - 9丁目となる。
- 1977年（昭和52年） 大淀区側が天神橋に改称。6丁目が7丁目に、9丁目が8丁目にそれぞれ編入されて、大淀区天神橋7 - 8丁目となる。
- 1978年（昭和53年） 北区側が天神橋に改称。北区天神橋1 - 6丁目となる。
- 1989年（平成元年） 北区（旧）と大淀区の合区により、全域北区（新）へ転属。

### 世帯数と人口
2019年（平成31年）3月31日現在の世帯数と人口は以下の通りである。
| 丁目         | 世帯数    | 人口     |
| ------------ | --------- | -------- |
| 天神橋一丁目 | 1,291世帯 | 1,975人  |
| 天神橋二丁目 | 526世帯   | 831人    |
| 天神橋三丁目 | 1,632世帯 | 2,534人  |
| 天神橋四丁目 | 717世帯   | 1,114人  |
| 天神橋五丁目 | 274世帯   | 428人    |
| 天神橋六丁目 | 344世帯   | 538人    |
| 天神橋七丁目 | 1,212世帯 | 1,894人  |
| 天神橋八丁目 | 536世帯   | 750人    |
| 計           | 6,532世帯 | 10,064人 |

人口の変遷
国勢調査による人口の推移。
| 1995年（平成7年）  | 6,931人  | [ 7 ]  |  |
| 2000年（平成12年） | 8,036人  | [ 8 ]  |  |
| 2005年（平成17年） | 7,809人  | [ 9 ]  |  |
| 2010年（平成22年） | 8,490人  | [ 10 ] |  |
| 2015年（平成27年） | 10,014人 | [ 11 ] |  |

世帯数の変遷
国勢調査による世帯数の推移。
| 1995年（平成7年）  | 3,422世帯 | [ 7 ]  |  |
| 2000年（平成12年） | 4,385世帯 | [ 8 ]  |  |
| 2005年（平成17年） | 4,519世帯 | [ 9 ]  |  |
| 2010年（平成22年） | 5,218世帯 | [ 10 ] |  |
| 2015年（平成27年） | 6,383世帯 | [ 11 ] |  |

### 学区
市立小・中学校に通う場合、学区は以下の通りとなる。北区内の全ての市立中学校と、大阪市内の小中一貫校が対象で学校選択が可能（抽選を実施）。
| 丁目         | 番                         | 小学校               | 中学校               |
| ------------ | -------------------------- | -------------------- | -------------------- |
| 天神橋一丁目 | 全域                       | 大阪市立西天満小学校 | 大阪市立天満中学校   |
| 天神橋二丁目 | 全域                       | 大阪市立堀川小学校   | 大阪市立北稜中学校   |
| 天神橋三丁目 | 全域                       | 大阪市立堀川小学校   | 大阪市立北稜中学校   |
| 天神橋四丁目 | 全域                       | 大阪市立菅北小学校   | 大阪市立天満中学校   |
| 天神橋五丁目 | 全域                       | 大阪市立菅北小学校   | 大阪市立天満中学校   |
| 天神橋六丁目 | 全域                       | 大阪市立菅北小学校   | 大阪市立天満中学校   |
| 天神橋七丁目 | 12番 13番（一部） 14〜15番 | 大阪市立豊仁小学校   | 大阪市立新豊崎中学校 |
| 天神橋七丁目 | その他                     | 大阪市立豊崎東小学校 | 大阪市立新豊崎中学校 |
| 天神橋八丁目 | 全域                       | 大阪市立豊仁小学校   | 大阪市立新豊崎中学校 |

### 事業所
2016年（平成28年）現在の経済センサス調査による事業所数と従業員数は以下の通りである。
| 丁目         | 事業所数    | 従業員数 |
| ------------ | ----------- | -------- |
| 天神橋一丁目 | 340事業所   | 1,749人  |
| 天神橋二丁目 | 559事業所   | 4,857人  |
| 天神橋三丁目 | 408事業所   | 2,769人  |
| 天神橋四丁目 | 310事業所   | 2,537人  |
| 天神橋五丁目 | 263事業所   | 1,333人  |
| 天神橋六丁目 | 173事業所   | 1,699人  |
| 天神橋七丁目 | 120事業所   | 1,745人  |
| 天神橋八丁目 | 45事業所    | 277人    |
| 計           | 2,218事業所 | 16,966人 |

### 施設

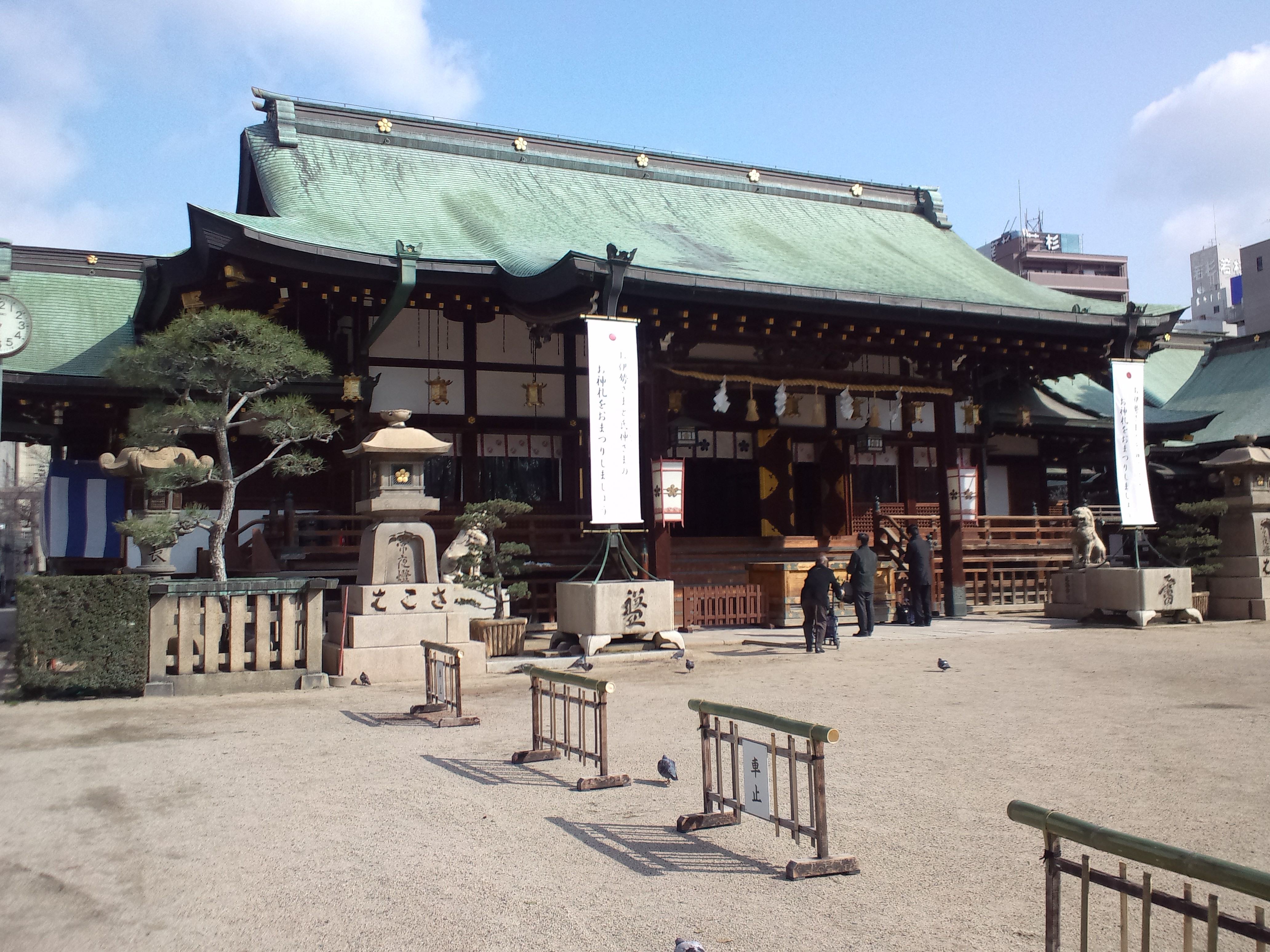
大阪天満宮

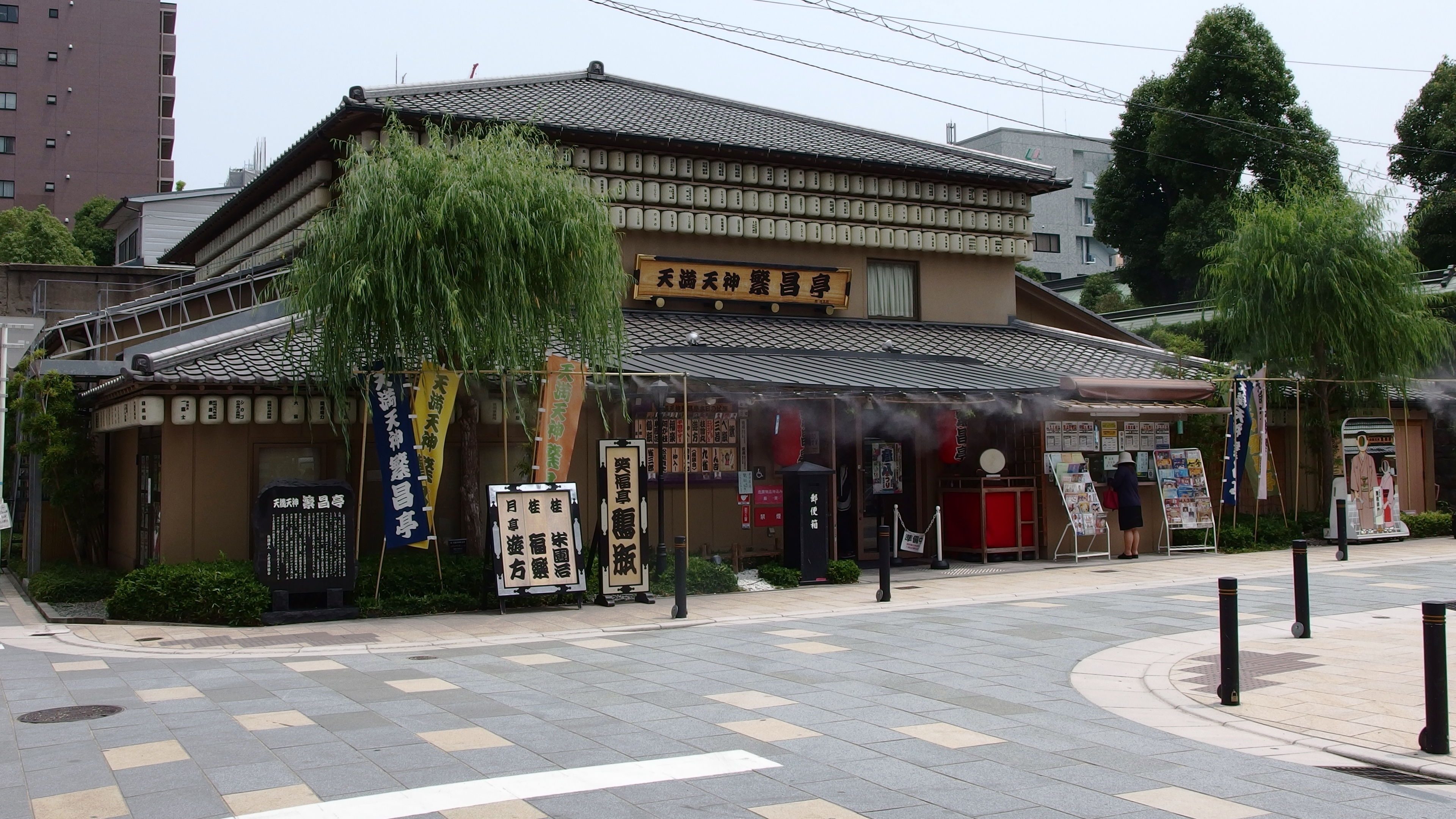
天満天神繁昌亭

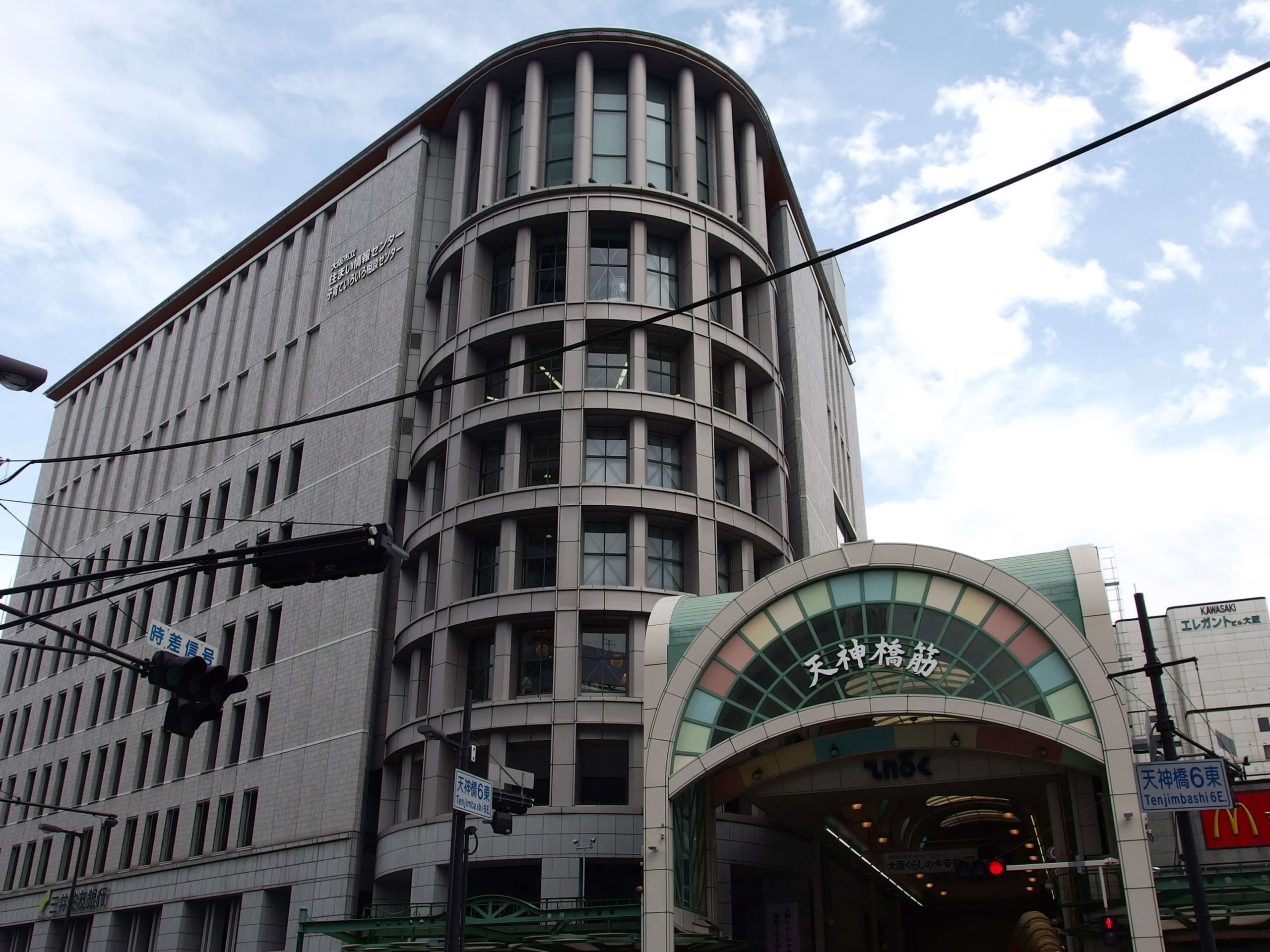
大阪市立住まい情報センター

#### 公共施設
- 大阪市立住まい情報センター
  - 大阪くらしの今昔館
- FM802（FM COCOLOも入居）

#### 社寺・史跡
- 大阪天満宮
- 正善院
- 正蓮寺

#### 名所
- 天神橋筋商店街
- 天五中崎通商店街（おいでやす通り）
- 天満天神繁昌亭
- 夫婦橋
- 天神橋
- 長柄橋
- 川端康成生誕地

#### 企業
- WAKASUGI
- FREEDOM

### 交通

#### 鉄道
- 南森町駅（堺筋線・谷町線）
- 大阪天満宮駅（JR東西線）

#### 道路
高速道路
- 阪神高速12号守口線

国道
- 国道1号（曽根崎通）

主要地方道
- 大阪府道・京都府道14号大阪高槻京都線（天神橋筋）
- 都島通